# 富山県道323号西松瀬八十島線
富山県道323号西松瀬八十島線（とやまけんどう323ごう にしまつぜやとじません）は、富山県富山市から同県富山市に至る一般県道である。

## 概要

### 路線データ
- 起点：富山県富山市八尾町西松瀬字大平島（富山市林道八尾猟師ケ谷線交点）[1]
- 終点：富山県富山市八尾町八十島（国道472号交点）
- 実延長：8,488m

## 沿革
- 1972年（昭和47年）3月31日 - 認定

## 地理

### 通過する自治体
- 富山県富山市

### 接続する道路
- 富山市林道八尾猟師ケ谷線（起点：富山市八尾町西松瀬字大平島、「猟師ヶ原発電所」付近）[1]
- 国道472号（終点：富山市八尾町八十島）

### 周辺
- 野積郵便局
- 日本海発電 猟師ヶ原発電所
- 神通川水系野積川